# Exechiopsis pseudindecisa
Exechiopsis pseudindecisa är en tvåvingeart som först beskrevs av Lastovka och Loïc Matile 1974.  Exechiopsis pseudindecisa ingår i släktet Exechiopsis och familjen svampmyggor. Arten är reproducerande i Sverige. Inga underarter finns listade i Catalogue of Life.